# Brique du Livradois
De Brique du Livradois of de Chevrotin du Livradois is een Franse kaas uit de Mâconnais, en de Haut-Beaujolais.
De kaas wordt gemaakt van rauwe geitenmelk, in de vorm van een steen (brique). Soms wordt koemelk toegevoegd. De kaas lijkt dan ook sterk op de Brique du Forez.